# Epicedio
L'epicedio (in greco antico: ἐπικήδειον μέλος?, epikédion mélos) è un tipo di componimento poetico scritto in morte di qualcuno, tipico della letteratura latina.
Il termine fu introdotto dal poeta latino Stazio ma il genere poetico è molto più antico e deriva direttamente dalle nenie e dalle lodi funebri. In origine designava solo il canto in presenza della salma, poi passò ad assumere il significato più generico di poesia in onore di un morto. Si sviluppò in forme letterarie presso i greci e venne modulato liricamente al suono del flauto. Per un lungo periodo si espresse attraverso una forma corale finché in età alessandrina diede origine ai soli versi, principalmente elegiaci, non più accompagnati dalla musica, dalla danza e dal canto.
L'epicedio differisce dalla consolatio perché ha lo scopo di piangere il morto, mentre la consolatio vuol esser di sollievo ai vivi. Inoltre esso si distingue, seppur talvolta confondendosi con esso, dal treno (θρῆνος), canto corale funebre, che però non richiedeva la presenza del cadavere.
Epicedi si trovano tra le opere di Catullo, Stazio, Ovidio, Orazio, Properzio, Ausonio, Virgilio, Marziale. Altri esempi sono la Consolatio ad Liviam, che in alcuni manoscritti è chiamata Epicedion de morte Drusi, e l'Elegia in Maecenatem, di autori ignoti.